# Christian Terras
Pour les articles homonymes, voir Terras.
Christian Terras, né le 28 août 1951, à Aubenas en Ardèche, est le fondateur de la maison d'édition Golias. Il est rédacteur en chef de Golias Hebdo et Golias Magazine, publications critiques et contestatrices de l’institution ecclésiastique catholique.

## Biographie
Christian Terras naît le 28 août 1951 d'un père adjudant de gendarmerie. Il fait des études de droit à Montpellier, et est engagé dans les Jeunesse étudiante chrétienne. Il est coopérant au Niger entre 1972 et 1974. À son retour en France, il poursuit des études de théologie à l'Université catholique de Lyon, où il obtient une licence en théologie. Il est formateur à l'éducation nationale.
En 1985, il lance Golias, alors trimestriel. Il atteint une diffusion de 2 000 exemplaires en 1990. Devenu bimensuel, il vend jusqu'à 12 000 exemplaires en 1995 et a alors près de 9 000 abonnés. Il en est le rédacteur en chef,. La revue, sous-titré « tendre et grinçant » puis « L'empêcheur de tourner en rond » est présenté comme un Le Canard enchaîné du monde catholique français, dont il reprend les codes de l’investigation et de l'impertinence vis-à-vis des institutions,,. Christian Terras est par ailleurs régulièrement consulté dans la presse sur les questions de l’Église,.
Christian Terras publiera dans sa maison d'édition plusieurs livres de Thierry Meyssan et fera partie jusqu'en 2004 du conseil d’administration du Réseau Voltaire.
En 2019, Christian Terras est un des témoins du documentaire Religieuses abusées, l'autre scandale de l'Église. En octobre 2019, il est auditionné par la Commission indépendante sur les abus sexuels dans l'Église.

## Publications

### Trombinoscope des évêques
Christian Terras coordonne le Trombinoscope des évêques dont la première édition remonte à 1990. Depuis, d'autres éditions ont été publiées en 1997, 2001, 2002, 2004, 2006-07, 2009, 2011, 2012, 2014-2015, 2016-2017, 2018-2019, 2020-2021 et 2022-2023.
- Trombinoscope des évêques : Édition 2012, Golias, 2012 (ISBN 978-2354721817)
- Trombinoscope des évêques : Édition 2014/2015, Golias, 2014 (ISBN 9782354722708)
- Trombinoscope des évêques : Édition 2016/2017, Golias, 2016 (ISBN 978-2354722456)
- Trombinoscope des évêques : Edition 2018/2019, Golias, 2018 (ISBN 978-2354722555)
- Trombinoscope des évêques : Edition 2020/2021, Golias, 2020 (ISBN 978-2354722654)
- Trombinoscope des évêques : Edition 2022/2023, Golias, 2022 (ISBN 978-2354722906)

### Publications
- avec Paul Ariès, Déni d'enfance, Golias, 1997 (ISBN 978-2911453205)
- avec Romano Libéro, Qui sera le prochain pape ?, Golias, 2003 (ISBN 978-2914475372)
- L'Affaire Gaillot Dix Ans Après, Golias, 2005 (ISBN 978-2914475655)
- Le pape Ratzinger : L'héritier intransigeant, Golias, 2005 (ISBN 978-2914475754)
- Opus Dei : Enquête au cœur d'un pouvoir occulte, Golias, 2006 (ISBN 978-2914475884)
- Le retour des intégristes : Les réseaux du tradiland, Golias, 2007 (ISBN 978-2354720025)
- La véritable histoire des évêques sous Vichy (1940-1944), Golias, 2010 (ISBN 978-2354720216)
- La République, les Religions et… Sarkozy, Golias, 2010 (ISBN 978-2354720070)

### Filmographie
- Jean Cardonnel, fidèle rebelle, entretien vidéo avec Jean Cardonnel, 120 minutes, 2010, Golias